# Time for Tyner
Time for Tyner – dziewiąty album studyjny amerykańskiego pianisty jazzowego McCoya Tynera, wydany po raz pierwszy w 1969 roku z numerem katalogowym BST 84307 nakładem Blue Note Records.

## Powstanie
Materiał na płytę został zarejestrowany 17 maja 1968 roku przez Rudy’ego Van Geldera w należącym do niego studiu (Van Gelder Studio) w Englewood Cliffs w stanie New Jersey. Utwory wykonali: McCoy Tyner (fortepian), Bobby Hutcherson (wibrafon; A1-B2), Herbie Lewis (kontrabas; A1-B3) i Freddie Waits (perkusja; A1-B3). Produkcją albumu zajął się Duke Pearson.

## Recepcja
Płyta zaliczana jest do najlepszych nagrań McCoya Tynera. Autorzy The Penguin Guide to Jazz Recordings, Richard Cook i Brian Morton, napisali, iż Time for Tyner „od początku do końca jest mocarnym wykonaniem”, zaliczając longplay w poczet najbardziej znaczących i godnych uwagi albumów jazzowych (tzw. Core Collection). Natomiast Scott Yanow z AllMusic, wystawiając albumowi notę 4 na 5, zapisał w swojej recenzji, że stanowi on „świetną, wszechstronną wizytówkę McCoya Tynera z późnych lat 60.”.

## Lista utworów
Opracowano na podstawie materiału źródłowego.
Wydanie LP
Strona A
| Nr | Tytuł utworu      | Muzyka      | Długość |
| -- | ----------------- | ----------- | ------- |
| 1. | „African Village” | McCoy Tyner | 12:07   |
| 2. | „Little Madimba”  | Tyner       | 8:32    |
|    |                   |             | 20:39   |

Strona B
| Nr | Tytuł utworu                        | Muzyka          | Długość |
| -- | ----------------------------------- | --------------- | ------- |
| 1. | „May Street”                        | Tyner           | 5:20    |
| 2. | „I Didn’t Know What Time It Was”    | Richard Rodgers | 7:08    |
| 3. | „The Surrey with the Fringe on Top” | Rodgers         | 5:09    |
| 4. | „I’ve Grown Accustomed to Her Face” | Frederick Loewe | 4:26    |
|    |                                     |                 | 22:03   |

## Twórcy
Opracowano na podstawie materiału źródłowego.
Muzycy:
- McCoy Tyner – fortepian
- Bobby Hutcherson – wibrafon (A1-B2)
- Herbie Lewis – kontrabas (A1-B3)
- Freddie Waits – perkusja (A1-B3)

Produkcja:
- Duke Pearson – produkcja muzyczna
- Rudy Van Gelder – inżynieria dźwięku
- Fred Marcellino – projekt okładki
- Frank Gauna – fotografia na okładce
- Ed Williams – liner notes